# ایستگاه الکساندرپلاتز برلین
ایستگاه الکساندرپلاتز برلین (آلمانی: Bahnhof Berlin Alexanderplatz) نام یک ایستگاه قطار در آلمان و در محدوده میته در مرکز برلین قرار دارد و یکی از پررفت‌وآمدترین ایستگاه‌های برلین است که به خاطر الکساندر پلاتس نامیده شده و در کنار برج برلین و ساعت جهان قرار دارد.